# Chiannia khasiana
Chiannia khasiana är en fjärilsart som beskrevs av Moore 1888. Chiannia khasiana ingår i släktet Chiannia och familjen mätare. Inga underarter finns listade i Catalogue of Life.